# 三島市立西小学校
三島市立西小学校（みしましりつ にししょうがっこう）は、静岡県三島市西部にある公立小学校である。学区は長泉町および清水町と接している。

## 児童数
- 348名（令和6年度）[1]

## 通学区域
- 加屋町、清住町、三好町、西本町、栄町、西若町、緑町、南町、広小路町、泉町、寿町
- 本町
  - 3番(17号から34号)
  - 5番(7号から16号)
  - 6番から10番
  - 11番(2号から28号)
- 南本町
  - 1番(11号から18号)
  - 2番(1号から16号、35号から43号)
  - 3番[2]

## 進学先中学校
- 三島市立南中学校
- 三島市立北中学校[3]

## 主な出身者
- 下山昇（彫刻家）[4]